# Бронники (Рівненський район)
Бро́нники —  село в Україні, у Городоцькій сільській територіальній громаді Рівненського району Рівненської області.
Населення становить 882 осіб.  

## Символіка
Символи затверджені 20 грудня 2024 року рішенням Городоцької сільської ради. Автори – А. Гречило та Ю. Терлецький.

### Герб
Щит перетятий зубчасто, у верхньому синьому полі срібний лапчастий хрест, у нижньому срібному – червона троянда із золотим осердям і зеленими листочками.
Зубчасте ділення щита вказує на одну з версій про походження назви села від оборонних споруд (герб є промовистим). Хрест підкреслює розташування села у Волинському регіоні, а троянда означає багатство природних ресурсів. Синє поле уособлює місцеві ставки, а срібне є символом чистоти та мудрості. Щит увінчано золотою сільською короною з колосків, що вказує на статус села.

### Прапор
Квадратне полотнище, яке складається з двох рівновеликих горизонтальних смуг, на верхній синій – білий лапчастий хрест, на нижній білій – червона троянда із жовтим осердям і зеленими листочками.

## Історія
У записах Бронники виринають з 1545 року. Тоді в описі Луцького замку вказано, що брати Бронєвицькі Василь і Ждан «с. Бронник» були зобов’язані утримувати 3 замкові «городні». У 1569 році Сигізмунд II Август видав універсал з вимогою засвідчити згоду приєднання земель Волині, до Польщі. У списку присягнувших Короні числиться дворянин «Василь Бронницкій з Бронник». За документом 1582 року «Бронники» належать частинами князю Мартину Велицькому, Василю Бронницькому й Здановій Бронницькій. Два роки опісля згадується Бронницький став і «Брониций двор».
Акт 1595 року, за яким Юрій Чарторийський дає сестрі Олені Горностаєвій майно Пересопниці, щоб вона доходи з нього давала на утримування Пересопницького монастиря, визначає границі наданих земель, де серед іншого сказано: «од Белева едучи аж до долины, у которой дорежка з Бронник до Ясенинич идет».
У 1603 році «по дороге на Бронники» нічними вартовими були затримані чумацькі «валки», які оминули митну рогатку. Тоді ж «в Броницком лесу» виявлено кражу «строевых колод длиной 9 аршин».
Під час Визвольної війни 1653 року «бронницкие крестяне» давали пожертви втікачам від шляхетських каральних загонів. У 1707 році весняна повінь принесла велику шкоду «Бронницкому имению».
За даними 1889 року «с.Броники волости Клеванской» мало 77 дворів, 602 жителів, 37 римо-католиків. Церква Покрови Пресвятої Богородиці тут збудована у 1754 році, а церковно-приходська школа знаходилась у «деревни Дахов».
Та мало кому відомо, що цей чудовий Свято-Покровський храм, як і в Ясининичах в ім’я Різдва Пресвятої Богородиці, проектував архітектор зі світовим іменем - Сергій Прокопович Тимошенко (1881-1950). 
На той приблизно час у с. Бронники була горілчана крамниця, паровий млин.
Бронники мали колись значення оборонного форпосту до княжої Пересопниці, що були «бронним» осередком.
За розповіддю Якова Ковальчука, Бронники здавен ділили на 42 ґрунти (один ґрунт власника мав 12 десятин, а десятина дорівнювала 1,09 га). Крім того, у 1909 році, селяни закупили панські землі. Усі ці наділи мали свої імена, як Кривуля - «культивований ґрунт кривої форми»; Чорториї - «пасовисько, поле з глибоким яром, поритими ковбанями, про яких казали: «тут чорти риють»; Задуб (Задуба) - «поля, городи в околиці кутка Дуби, де був дубовий гай»; Кочувщина - «орний ґрунт на маєтності власника Кочува»; Сіножаті - «старовинний сінокіс»; Ваканци - «вакантні наділи землі»; Придатки (Вузькі, Широкі) - «ґрунти площею 0,5 десятин, надані в придаток до основних наділів»; Зарів’я - «поле за колись великим ровом»; Прогін - «дорога, якою переганяли худобу, тут брали червону глину»; Вигін - «міжгорбиста долина, де випасають тварин»; Гора - «висотні місця, засаджені лісовими деревами»; Зайцева шия - «пасовисько формою шиї на маєтності Зайця»; Вовче поле - «колись громадська земля з густими заростями провалистих ярів»; Піскунова долина - «пасовисько за горбами в широкій долині»; Новини - «ліс на колишньому корчунку»; Панський ліс - «березовий гай, належний дворовому панові Яроцькому»; Шулякова гора - «колишня маєтність Шуляка»; Губоч - «горбисте поле, яке колись селянин міг обробити сохою протягом дня»; Бичовник - «кусок вимощеної дороги в село від головної траси»; Сажавка - «водоймище неподалік колишнього панського двора»; Вільховиця (Ольховіца) - «вільховий гай»; Сидорова гора «на маєтності Сидора»; Лихий рів (Лихирув) - «глибокий рів з небезпечними зсувами»; Німецькі могили коло церкви.
У Бронниках з часів панщини стояв високий обеліск «Свята Ганна», дотла зруйнований нещодавно. Розповідають, що пам’ятний знак, ошпилений хрестом, звеліла поставити якась знаменита вельможа Ганна, оскільки на цьому місці коні врятували її життя: перед страшною прірвою раптом зупинились. Зараз ця горбиста околиця - Свята Ганна - частково забудована.
У селі є ще давні кутки: Береги, Гора, Вулиця (Гулиця), Дуби, Село.
Крім того, пам’ятають хутір Покоси, де проживали чеські колоністи; Гуки, де в 1910 поселились люди з околиць Здолбунова; Колосища - колишнє поселення з чотирьох дворів на однойменному полі. Але, на жаль, засвідчену в 1889 році «деревню Дахов», що на віддалі 2-х верств від «Броник», не вдалося виявити в пам’яті місцевих жителів.

## Пам'ятки

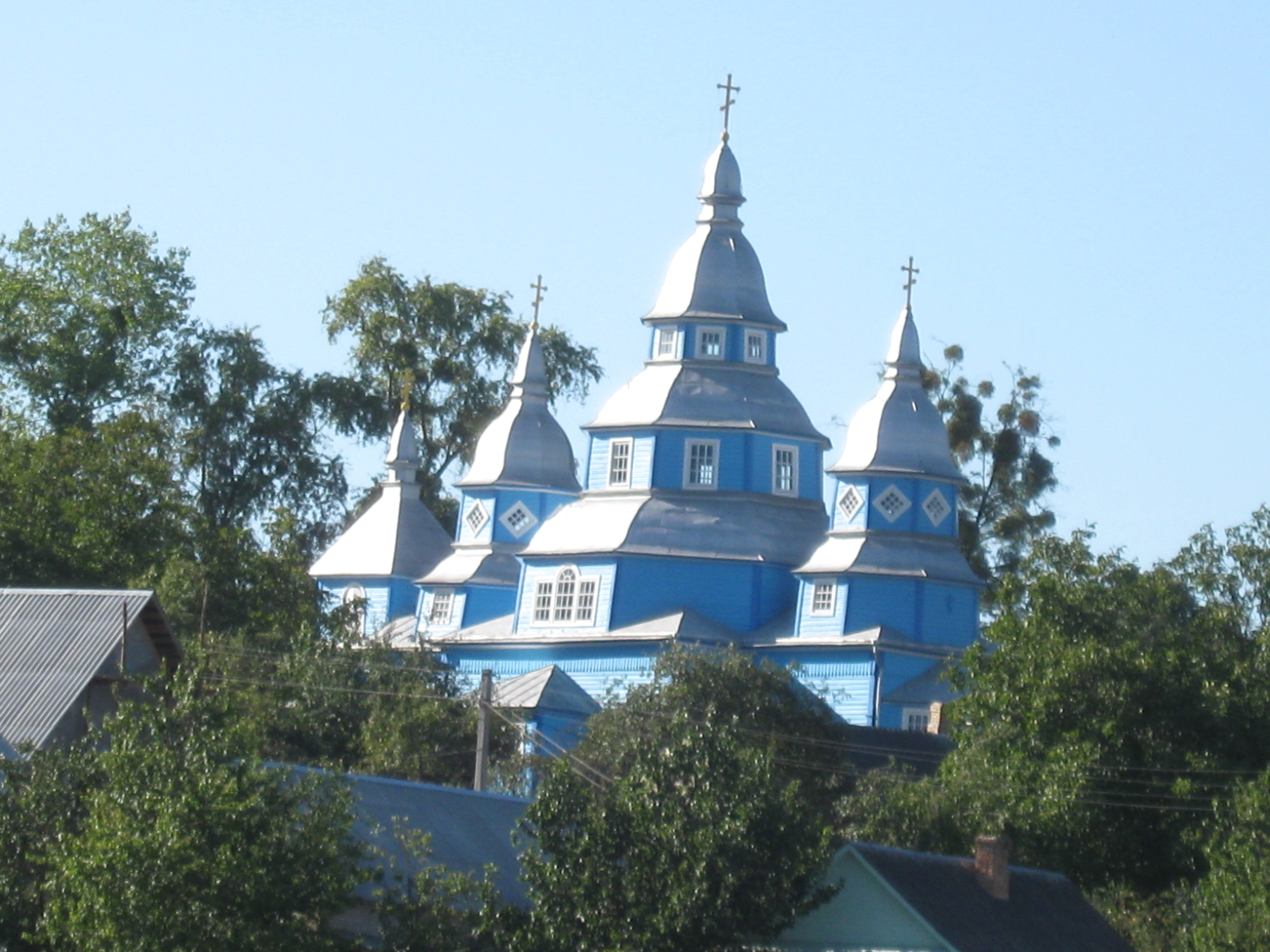
Дерев'яна Свято-Покровська церква

Тут розташована Свято-Покровська церква. Архітектор С.Тимошенко.
Бронники мають кілька ставків (один у центрі села), які відливають 2 джерельні струмки: Оксентові Джерела, Баби Ганни джерела. Вони в напрямку Грабова об’єднуються у річечку, яка впадає до Усті.
Поблизу села виявлені залишки поселення й курганний могильник доби ранньої бронзи.

## Населення

### Мова
Розподіл населення за рідною мовою за даними перепису 2001 року:
| Мова       | Кількість | Відсоток |
| ---------- | --------- | -------- |
| українська | 868       | 98.42%   |
| російська  | 9         | 1.02%    |
| вірменська | 3         | 0.34%    |
| румунська  | 1         | 0.11%    |
| польська   | 1         | 0.11%    |
| Усього     | 882       | 100%     |

## Персоналії
Тут жили у дитячі роки поет і краєзнавець Ящук Володимир Іванович та відомий хірург Носальчук Микола Кузьмич. На даний час проживає місцева письменниця, член національної спілки письменників України, член спілки журналістів України, Шевчук Софія Опанасівна.